# Paphiopedilum
Paphiopedilum, im deutschen Sprachraum Frauenschuhe oder Venusschuhe genannt, ist eine Pflanzengattung innerhalb der Familie der Orchideen (Orchidaceae). Die über 100 Arten und Unterarten sind in der Paleotropis von Indien über Nepal, das südliche China, Thailand, Malaysia bis hin zu den Philippinen, Borneo, Sumatra und Neuguinea verbreitet. Die Gattung Paphiopedilum wird von Laien häufig mit der Gattung Frauenschuh (Cypripedium) verwechselt.

## Beschreibung

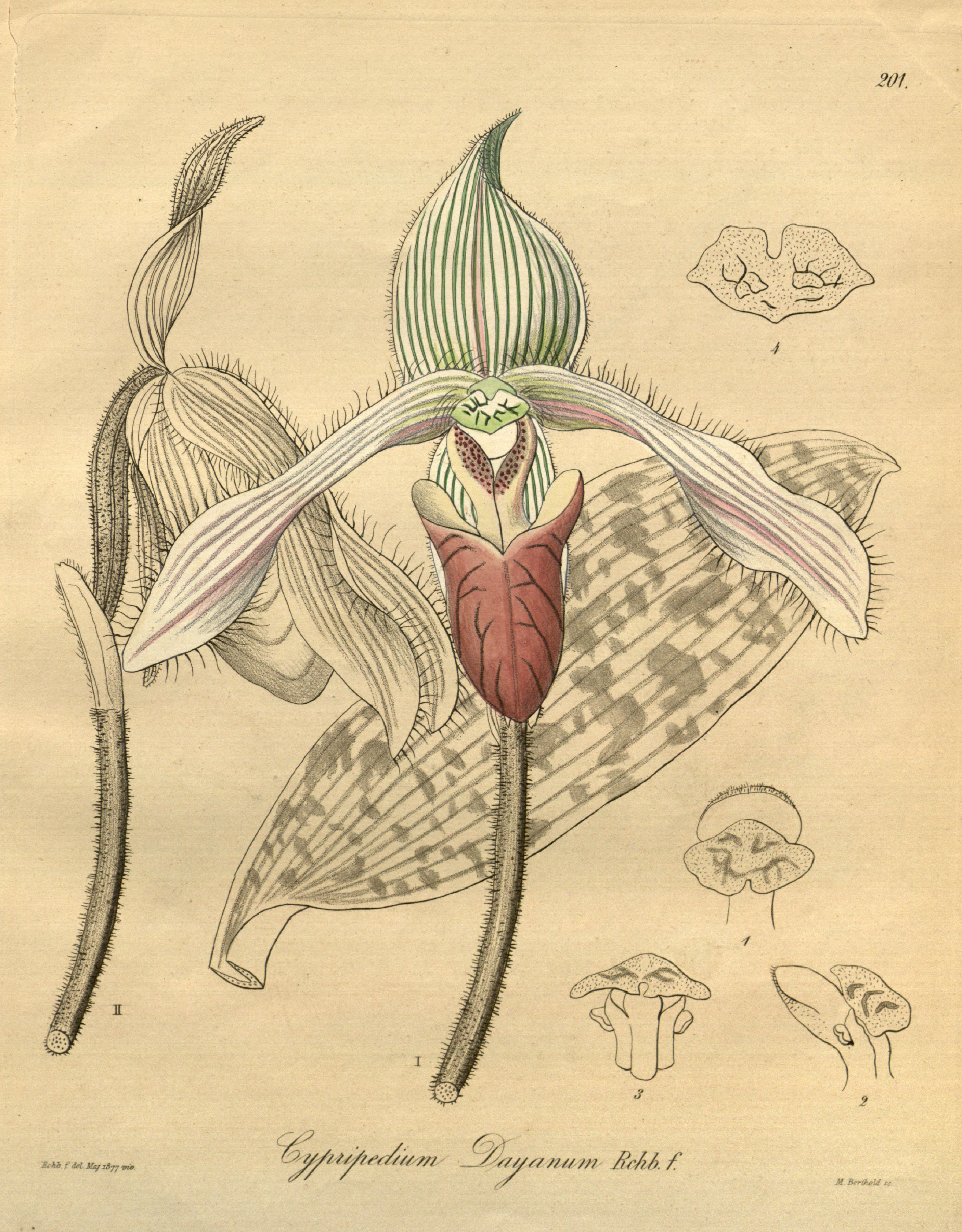
Illustration von Paphiopedilum dayanum

### Vegetative Merkmale
Paphiopedilum-Arten sind ausdauernde krautige Pflanzen. Sie wachsen terrestrisch, lithophytisch in Moos, selten epiphytisch. Der Wuchs ist sympodial, das heißt, der Spross wächst nach der Vegetationsperiode nicht mehr und durch das Rhizom wird ein neuer Spross gebildet. Die Laubblätter können marmoriert oder hellgrün sein, die letztere Form kann kühler kultiviert werden.

### Generative Merkmale
Im oberen Bereich des behaarten Blütenstandsschaftes stehen ein bis mehrere Brakteen, über denen jeweils eine Blütenknospe steht. Die zwittrigen Blüten sind zygomorph und dreizählig. Das hauptsächliche Blütenmerkmal von Paphiopedilum ist das untere Petalum, das sich in der Evolution zu einer schuhähnlichen Form entwickelt hat, sowie das obere Sepalum, das größer als bei anderen Orchideen ist. Die beiden äußeren Petalen können manchmal auch gedreht sein, wie zum Beispiel bei Paphiopedilum glanduliferum.

## Pharmakologie
Paphiopedilum-Arten sind in allen Pflanzenteilen leicht giftig. Die Giftstoffe konzentrieren sich in Laubblatt und Stängel. Der Hauptwirkstoff ist kristallisiertes Calciumoxalat. Der Verzehr von Pflanzenteilen kann zu Übelkeit, Erbrechen und Durchfall führen. Außerdem bewirken in der Pflanze enthaltene chinoide Verbindungen durchaus Kontaktallergien.

## Systematik

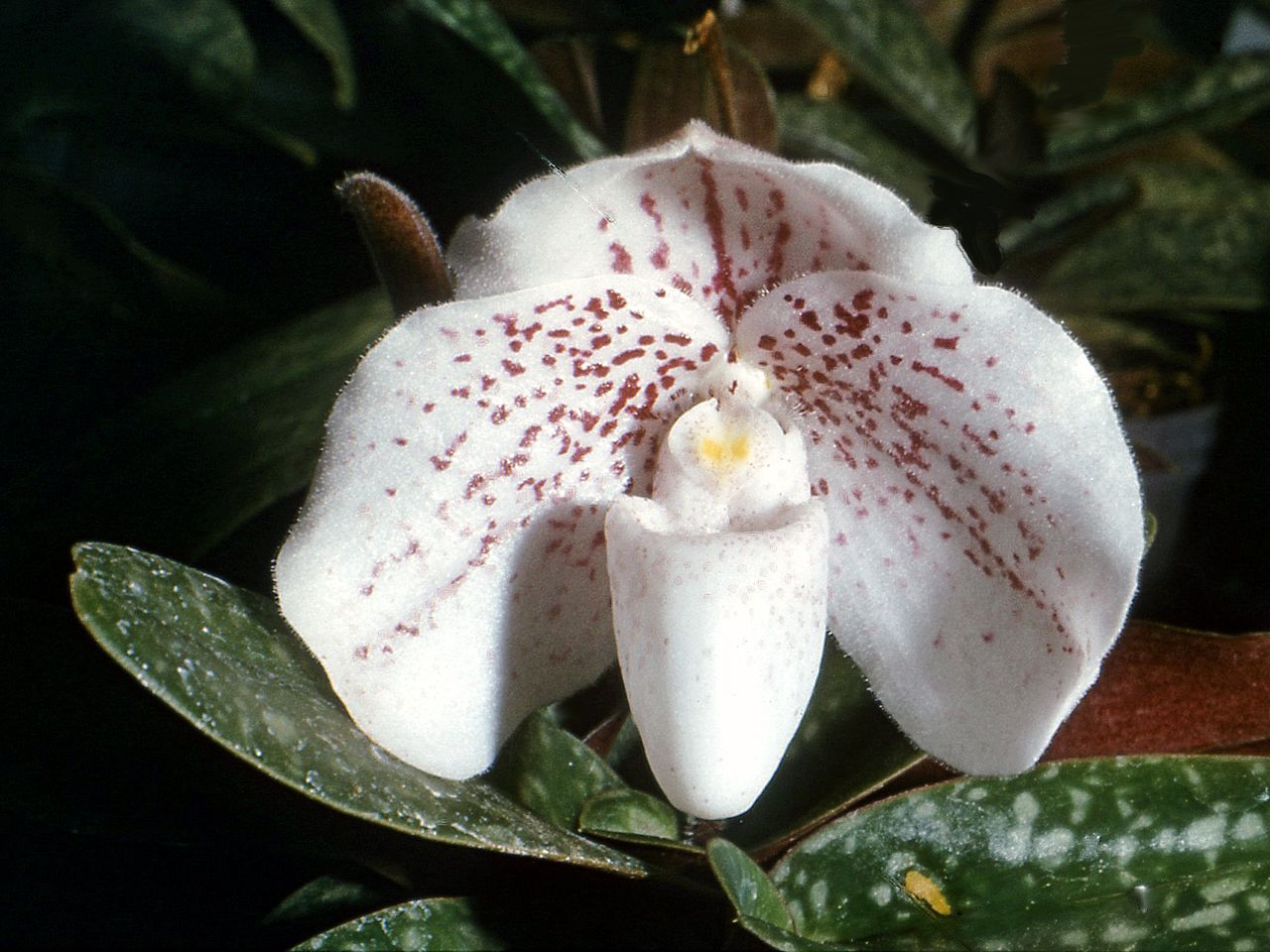
Untergattung Brachypetalum: Paphiopedilum bellatulum

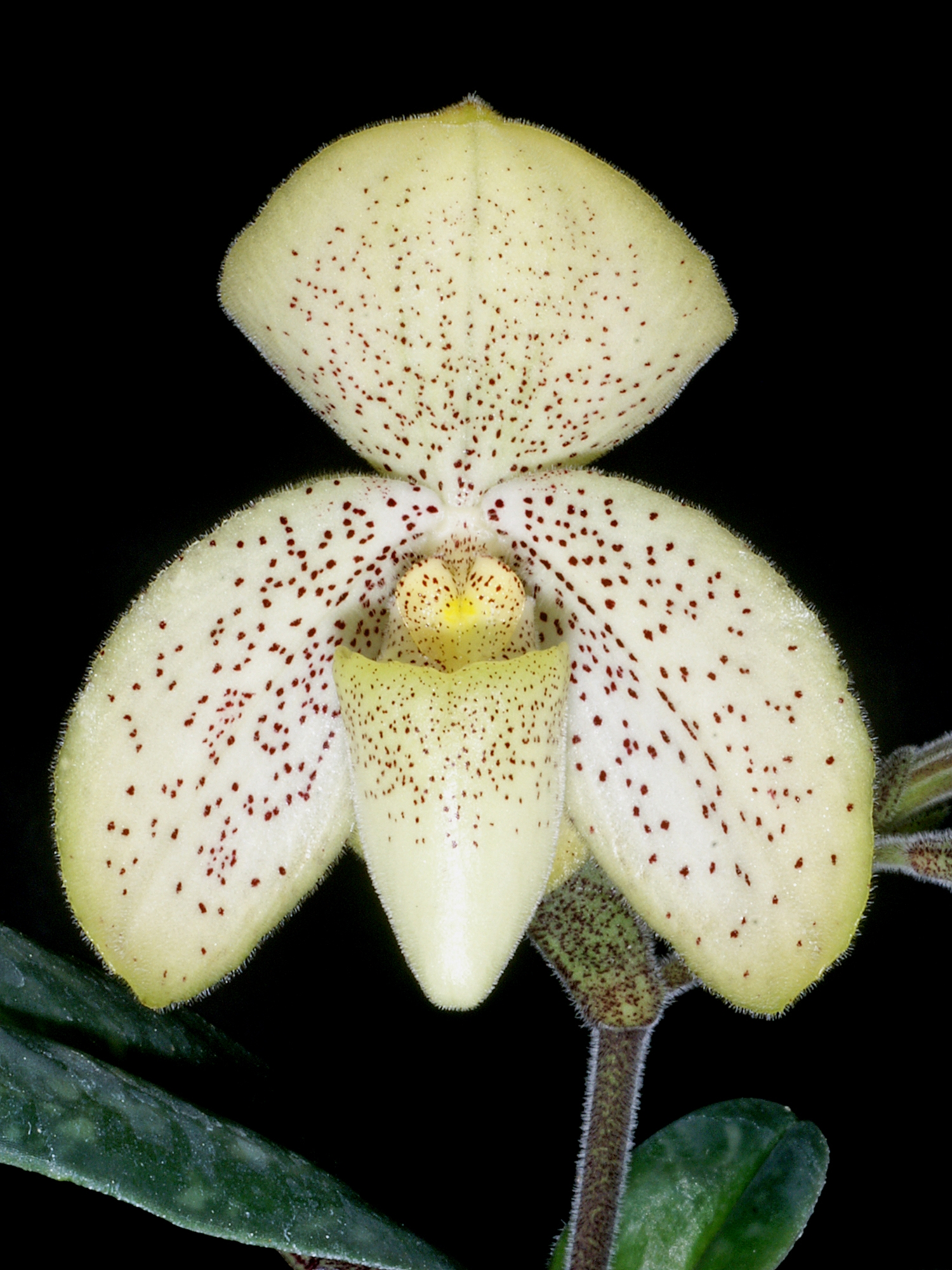
Untergattung Brachypetalum: Paphiopedilum concolor

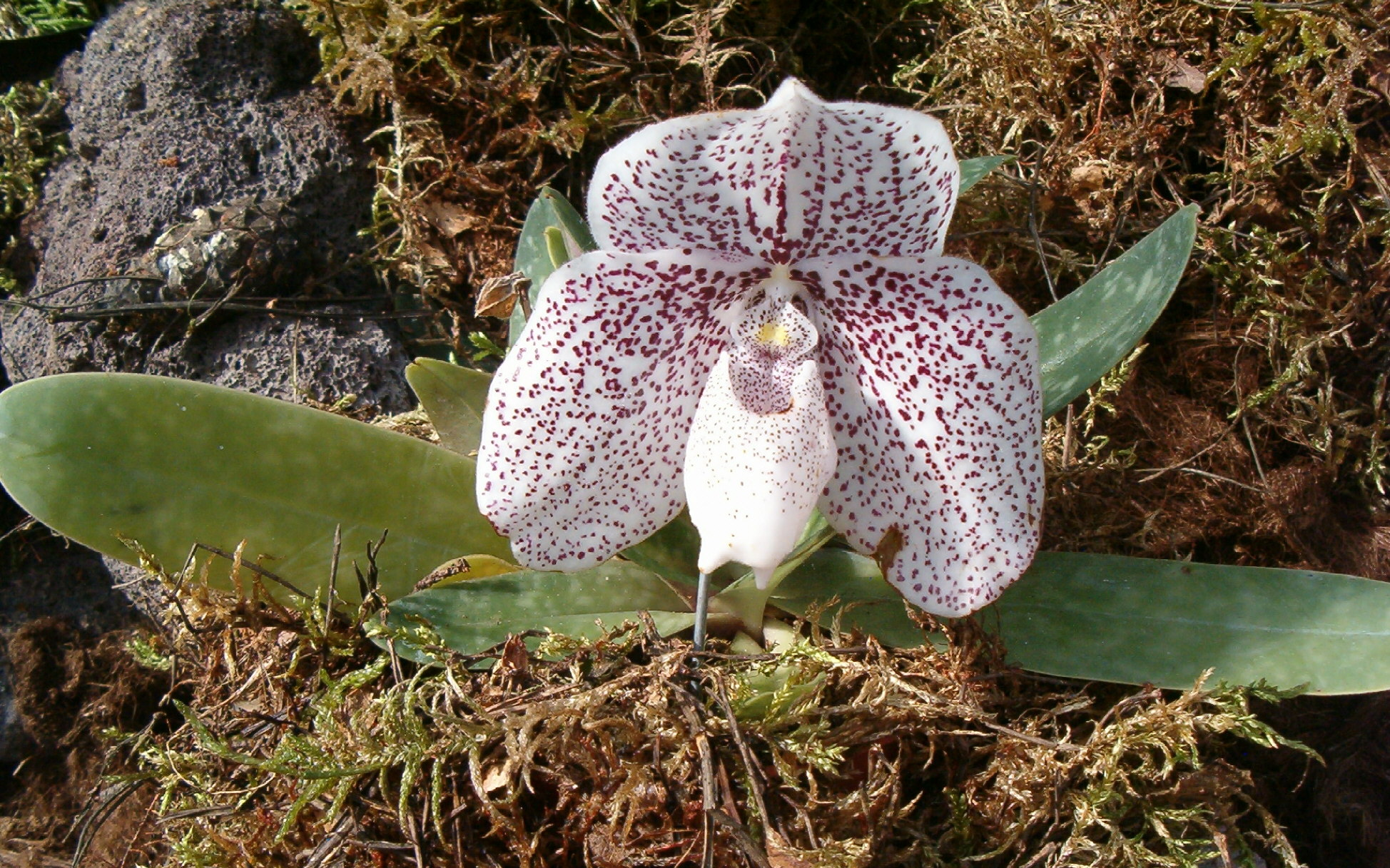
Untergattung Brachypetalum: Paphiopedilum godefroyae

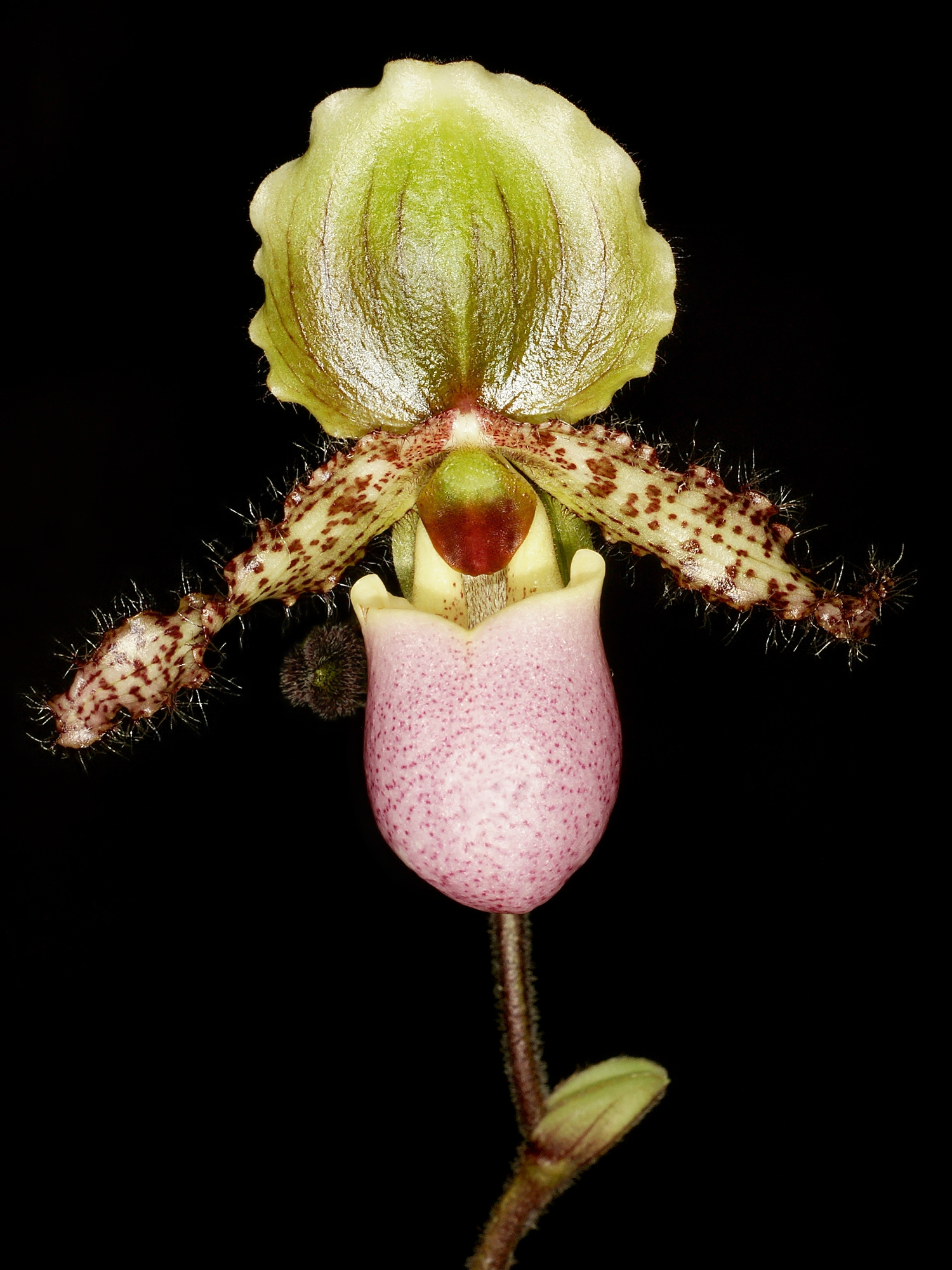
Untergattung Cochlopetalum: Paphiopedilum glaucophyllum

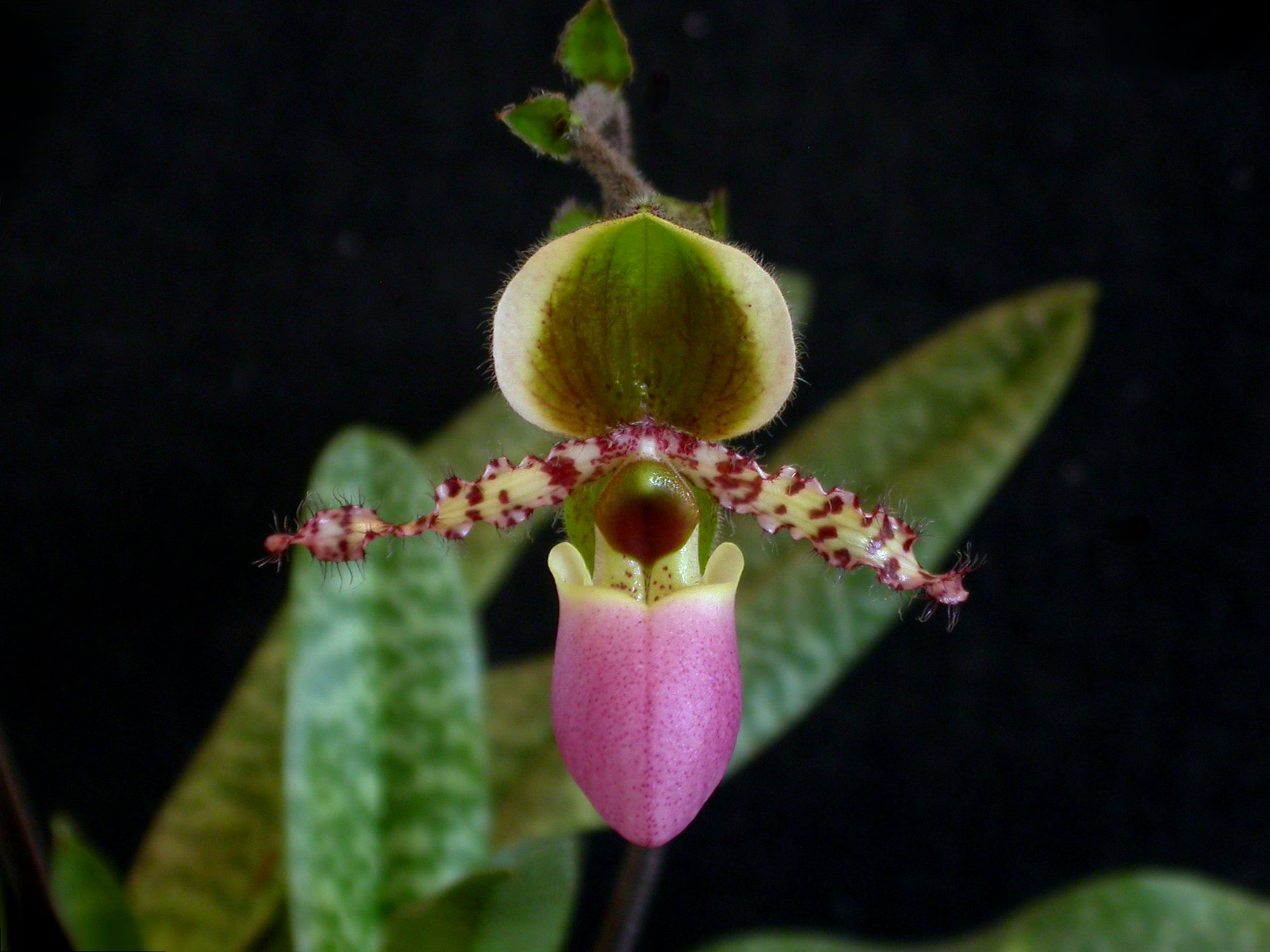
Untergattung Cochlopetalum: Paphiopedilum liemianum

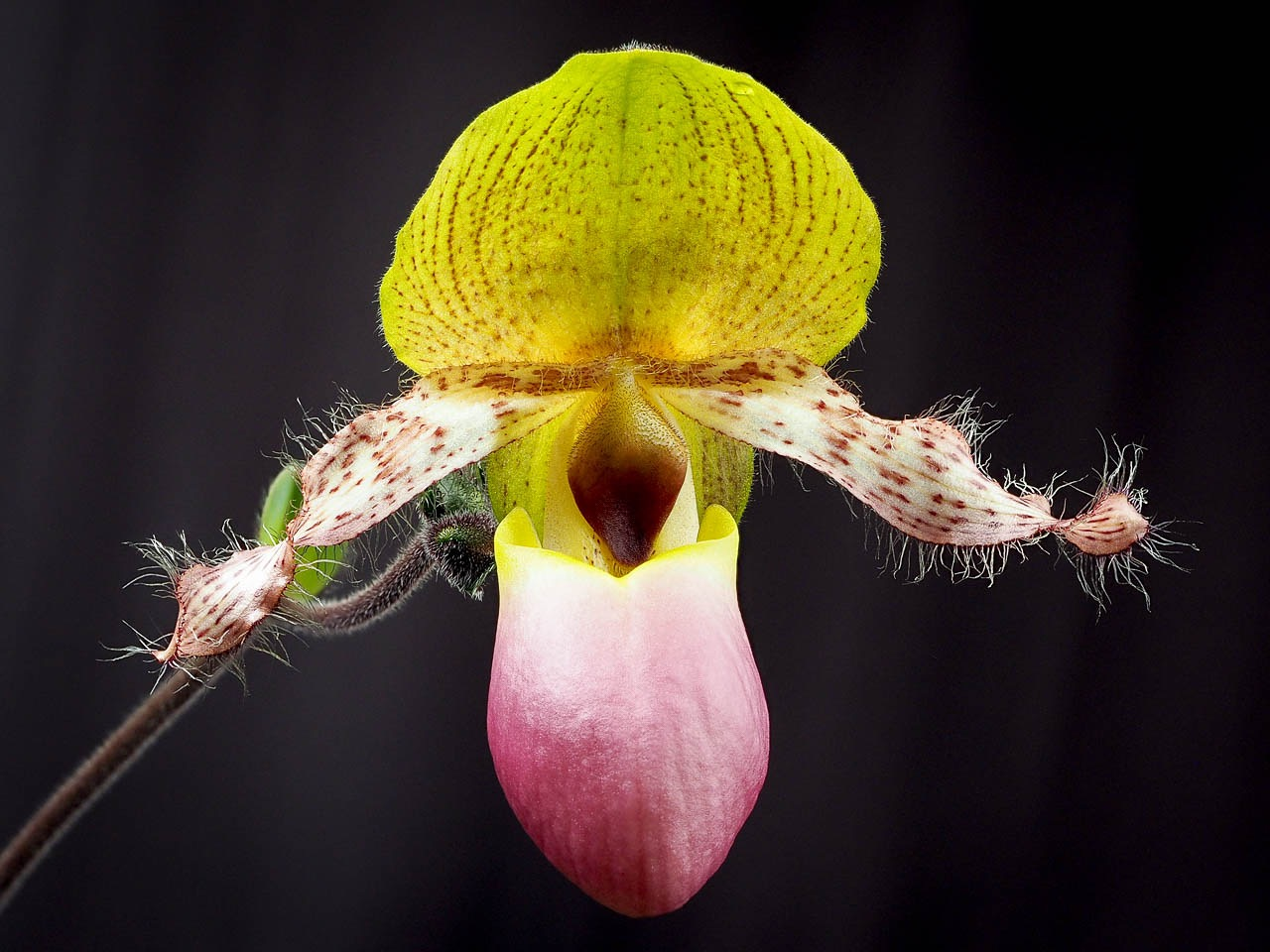
Untergattung Cochlopetalum: Paphiopedilum moquetteanum

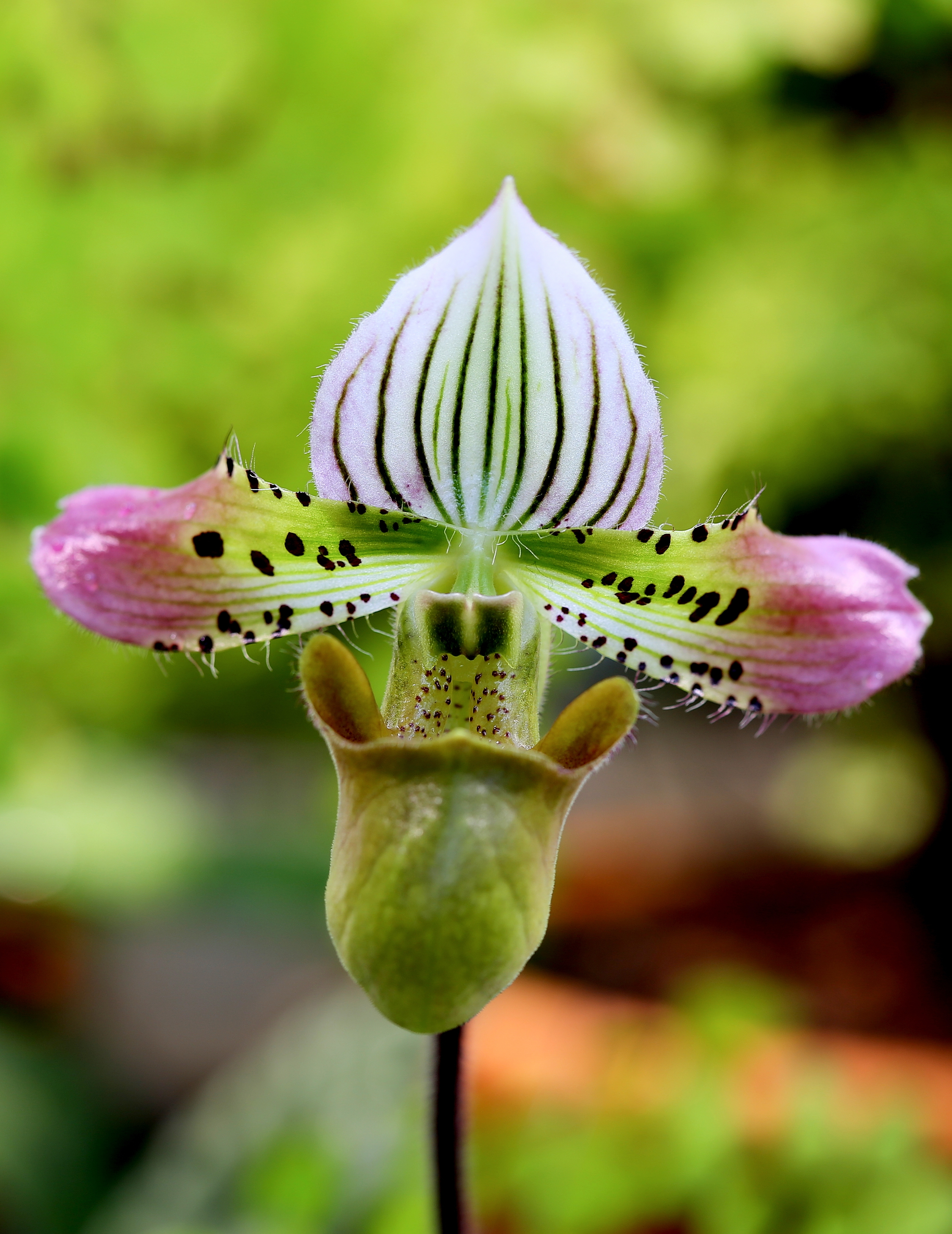
Paphiopedilum acmodontum

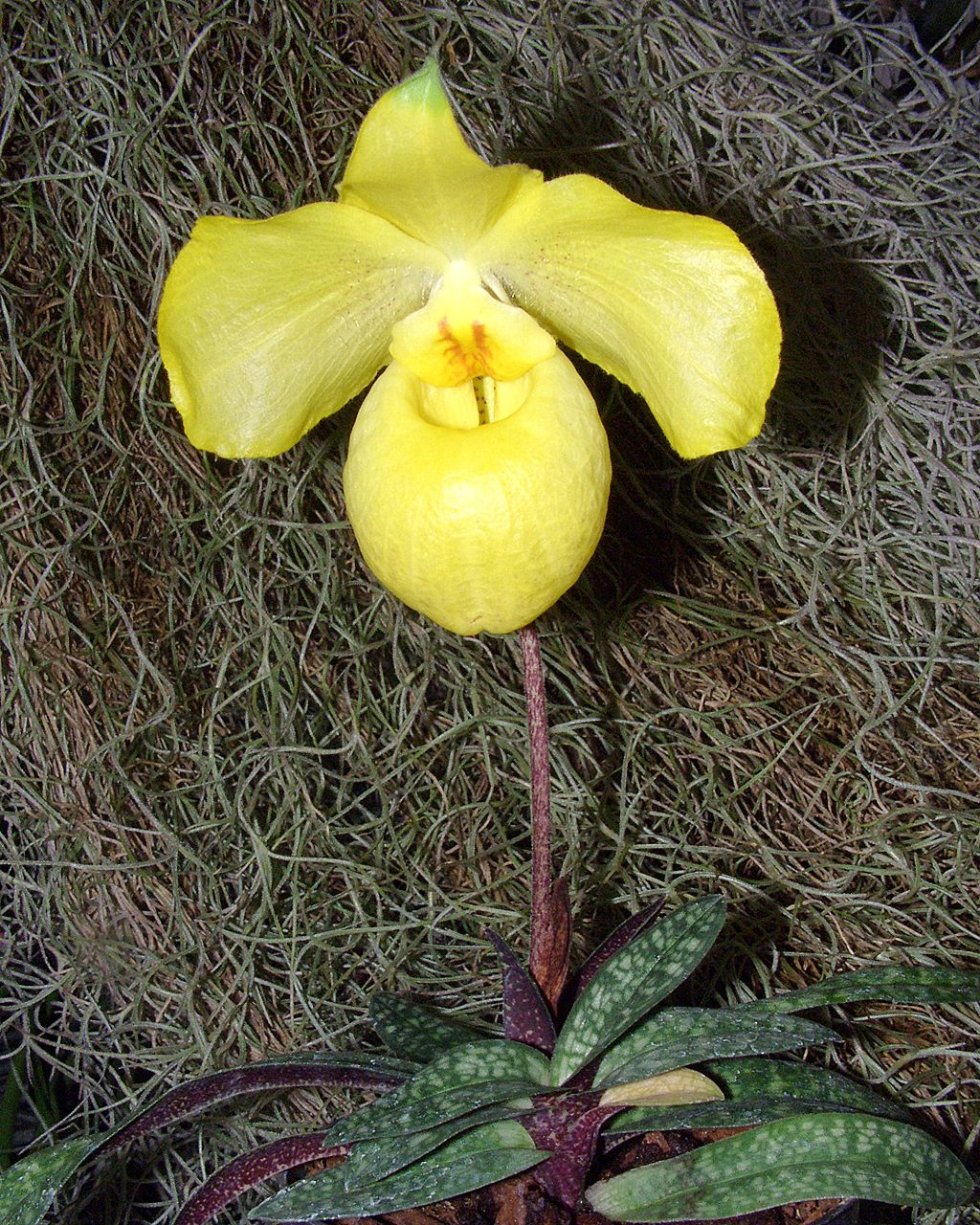
Paphiopedilum armeniacum

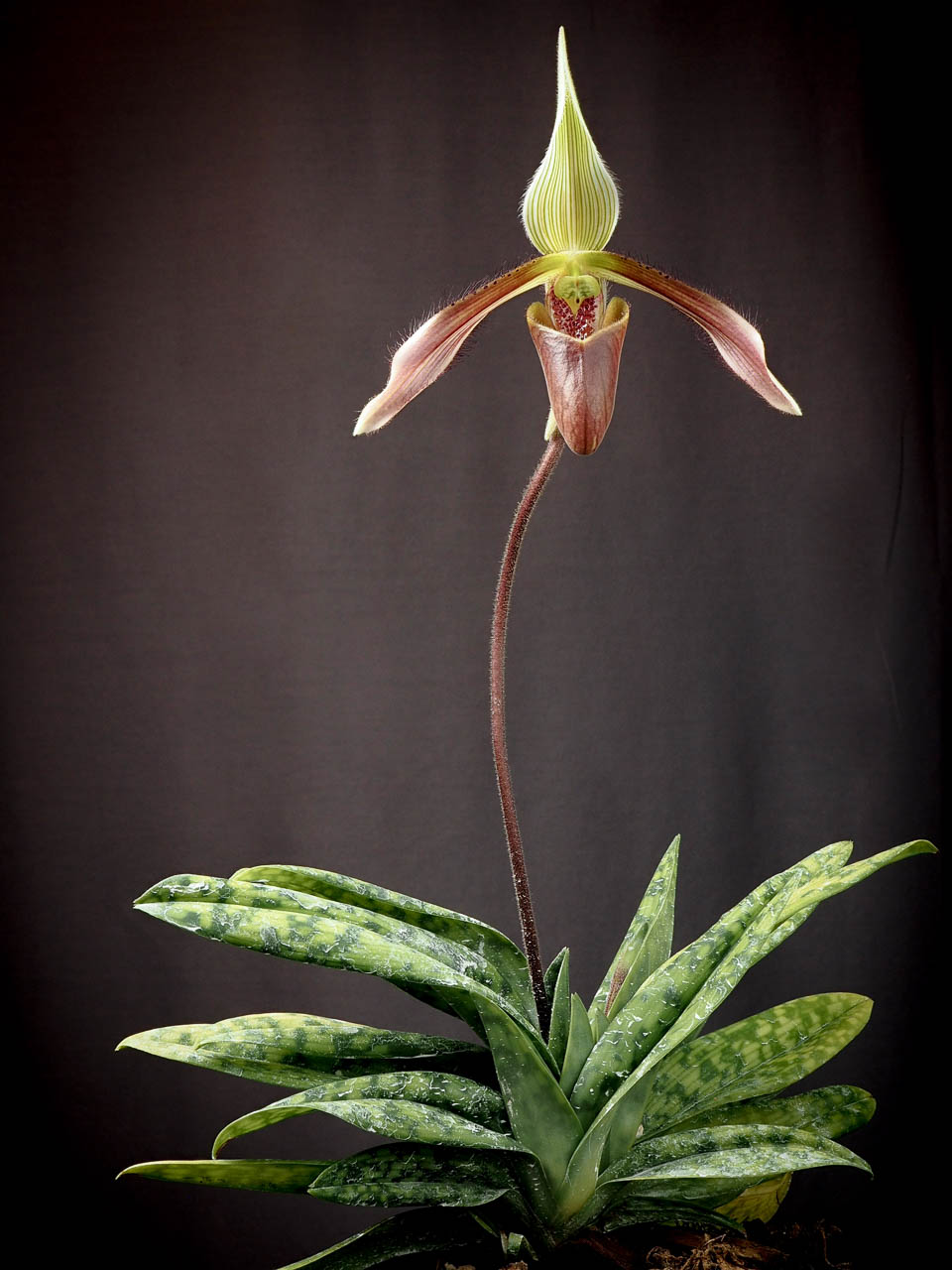
Paphiopedilum dayanum

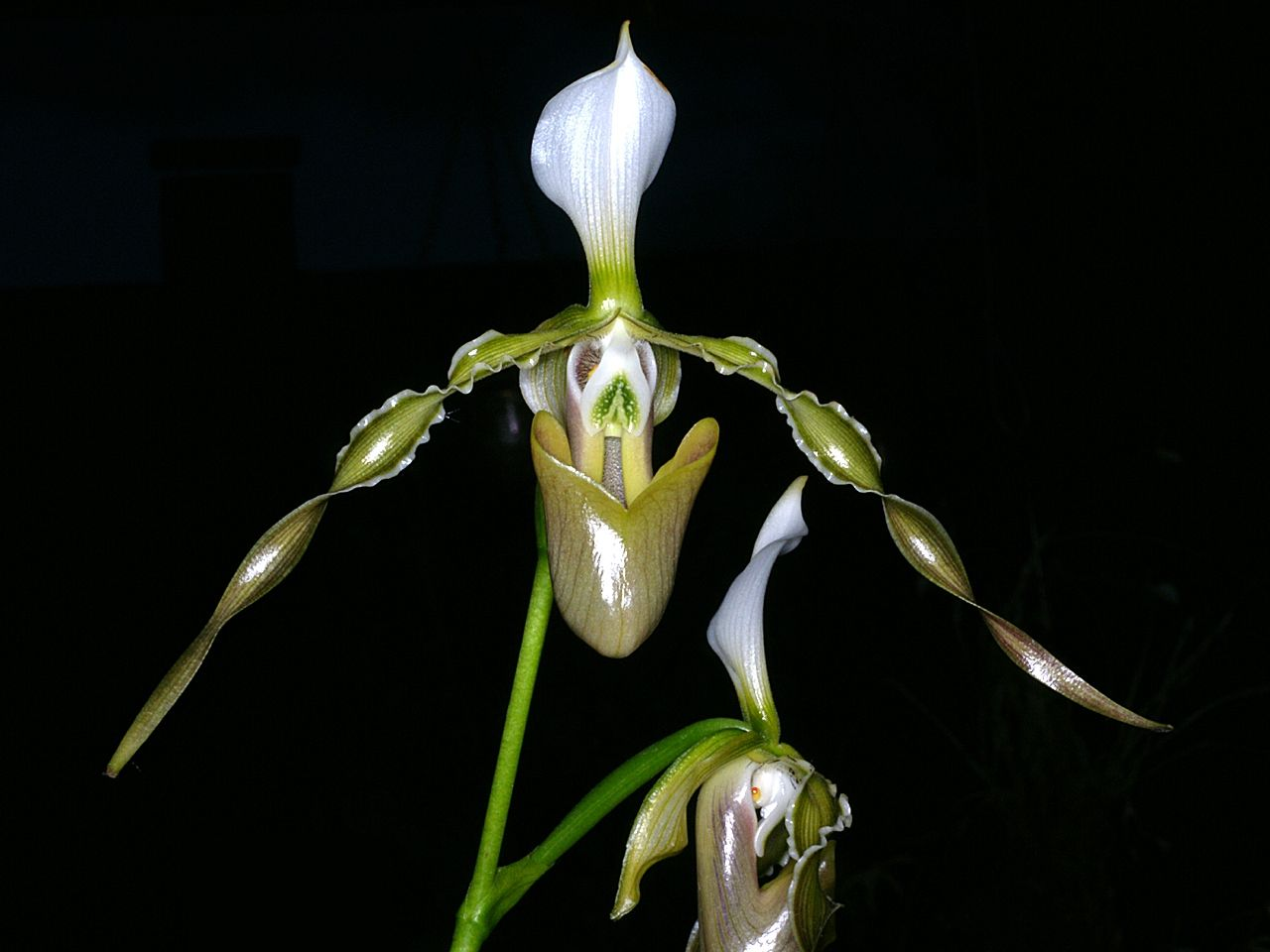
Paphiopedilum dianthum

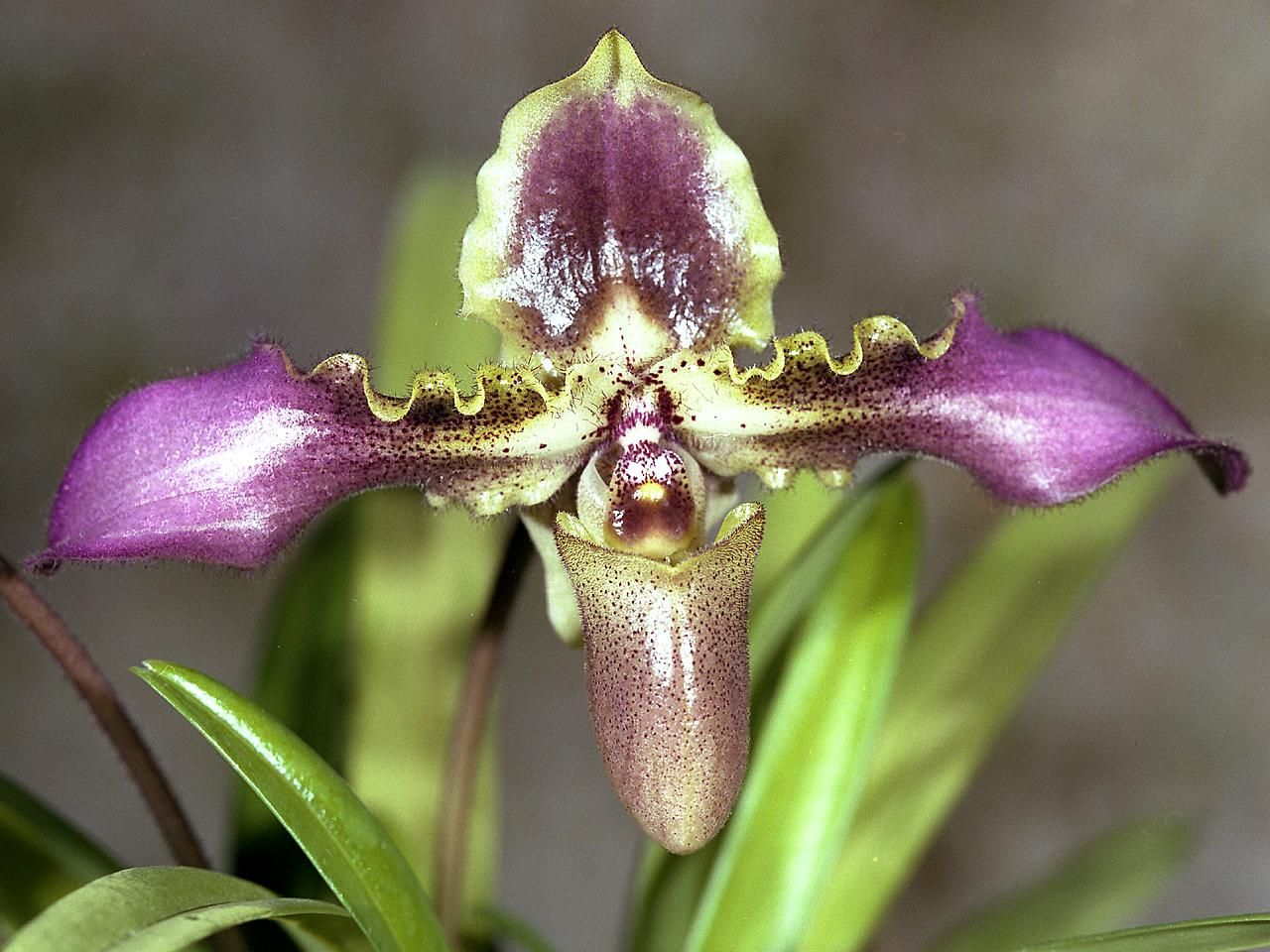
Paphiopedilum hirsutissimum

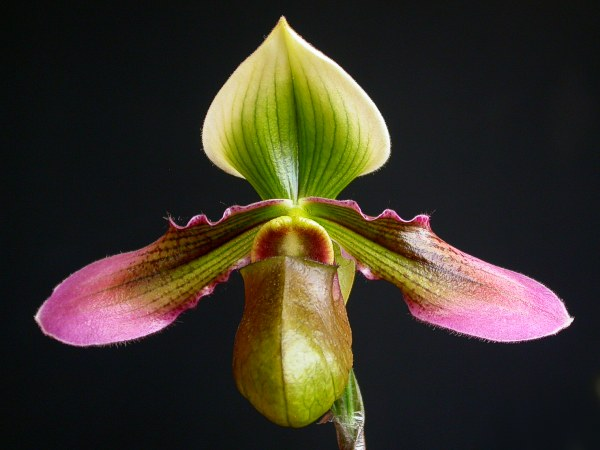
Paphiopedilum hookerae

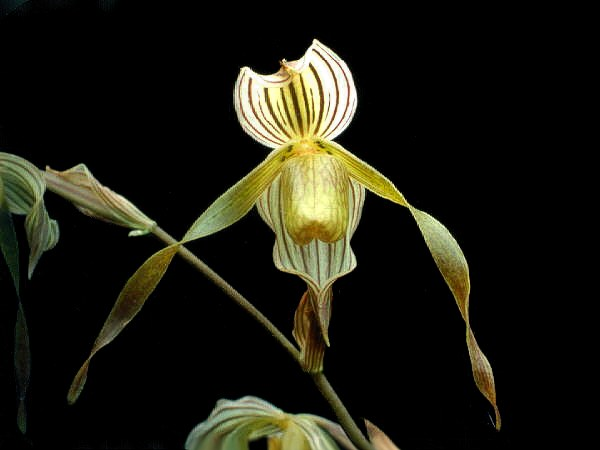
Paphiopedilum kolopakingii

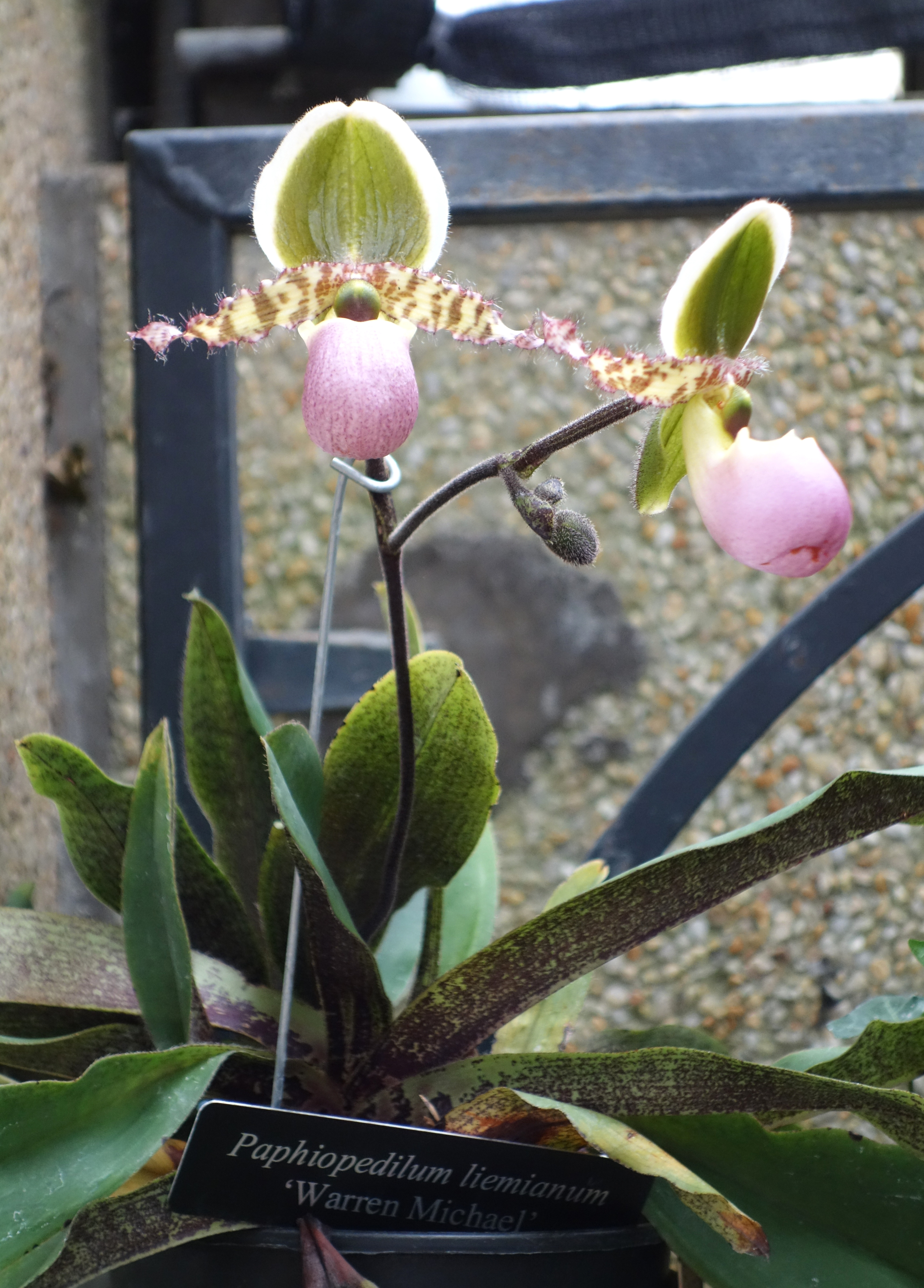
Paphiopedilum liemianum

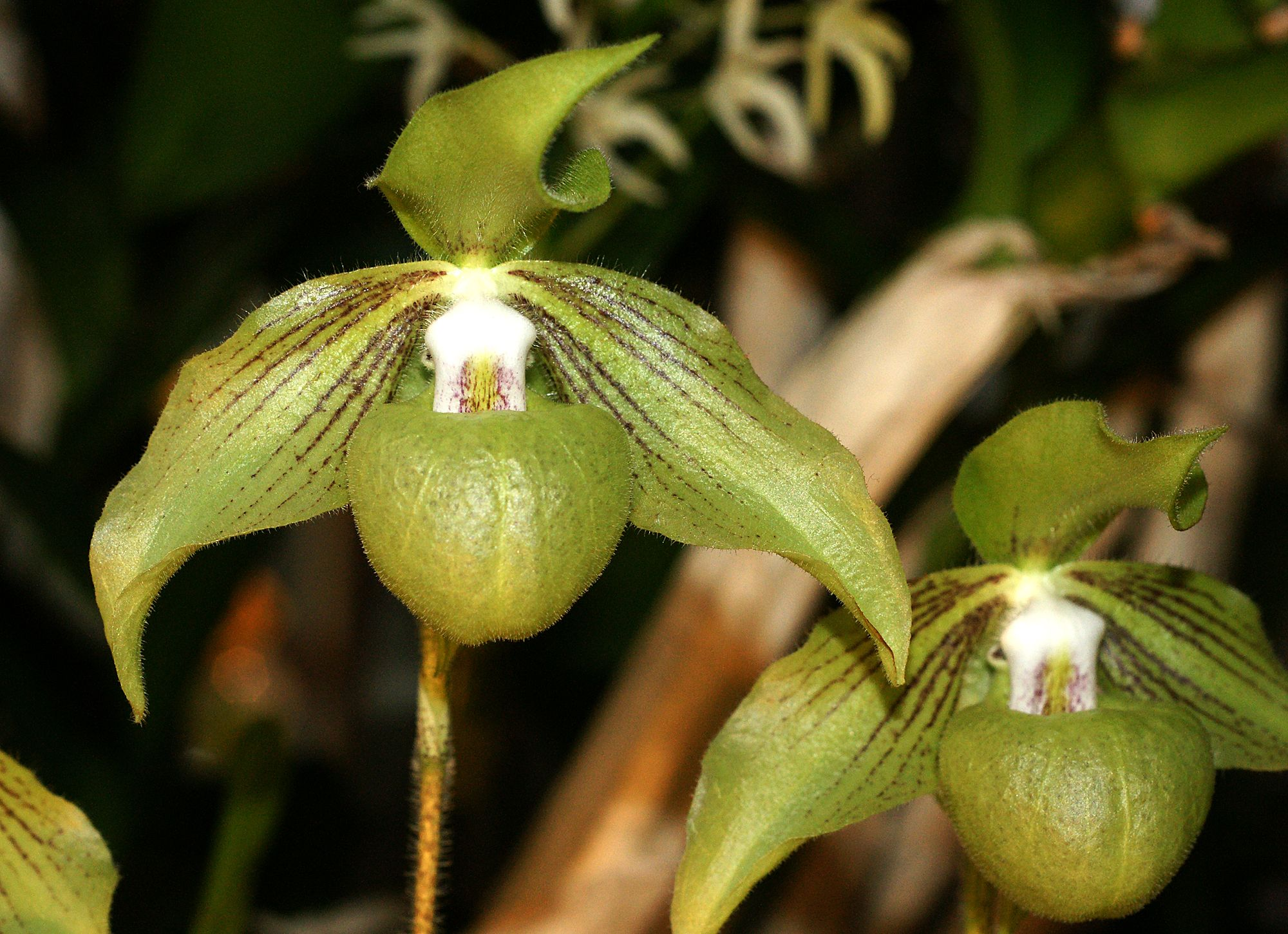
Paphiopedilum malipoense var. jackii

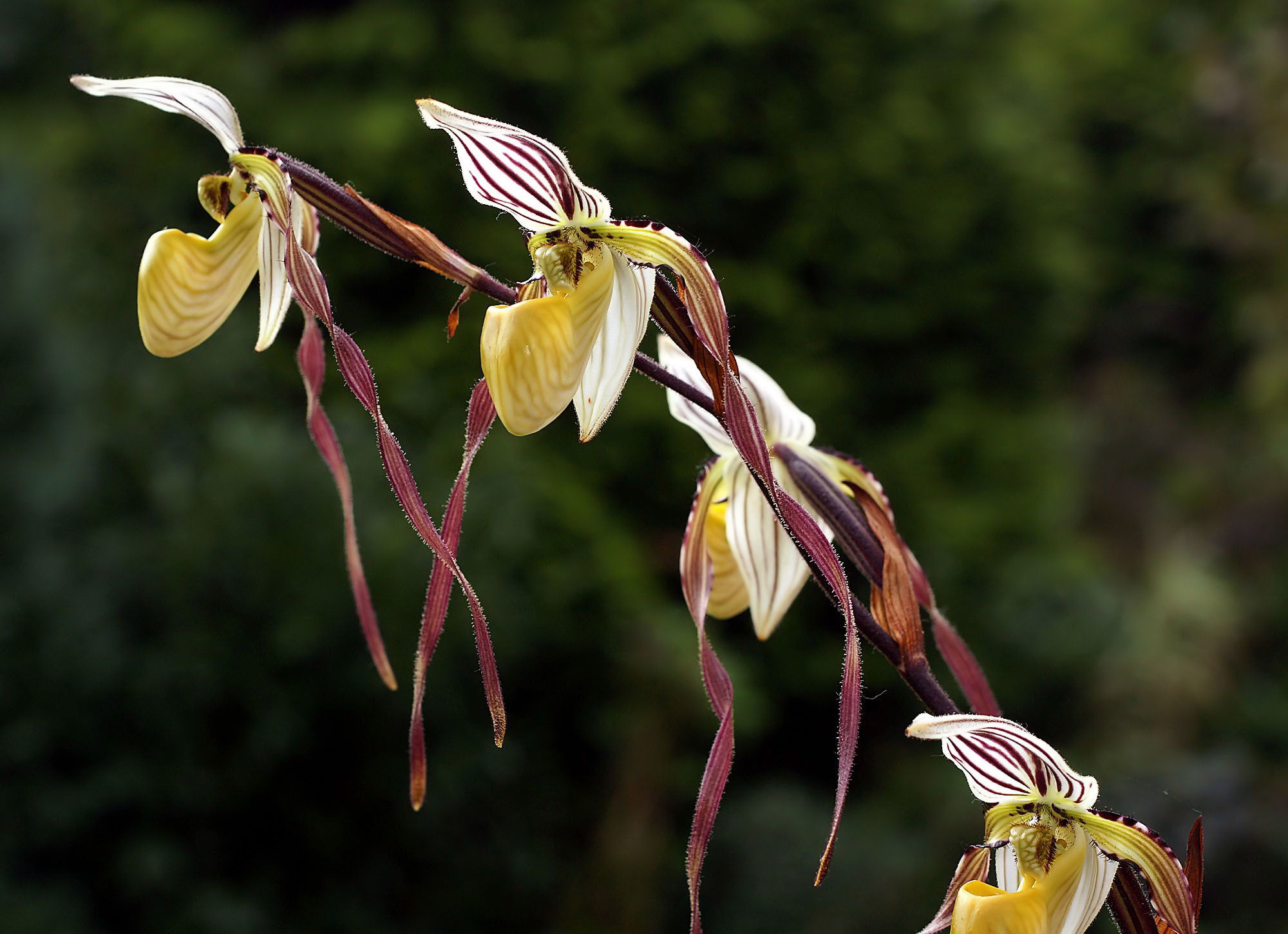
Paphiopedilum philippinense

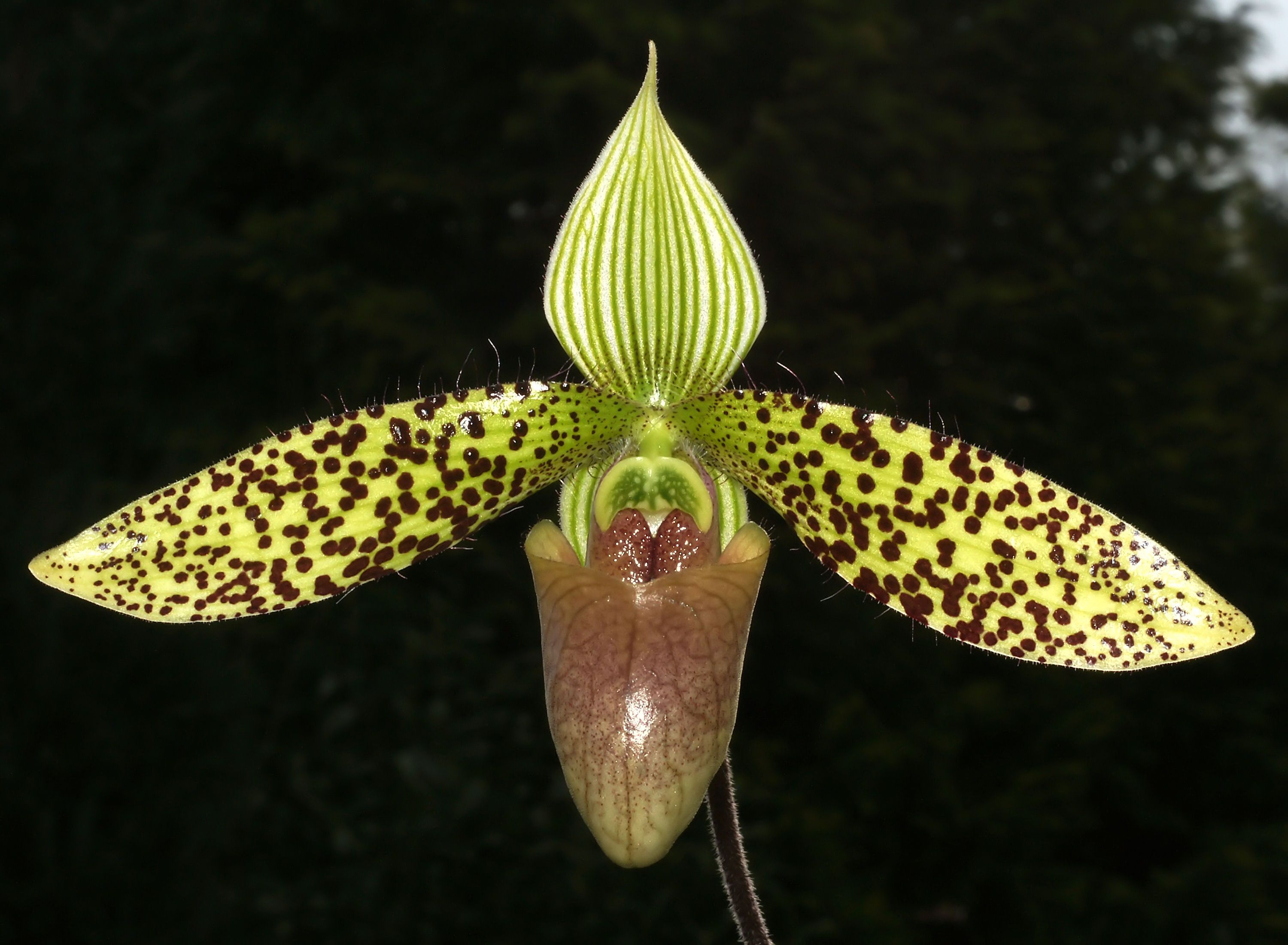
Paphiopedilum sukhakulii

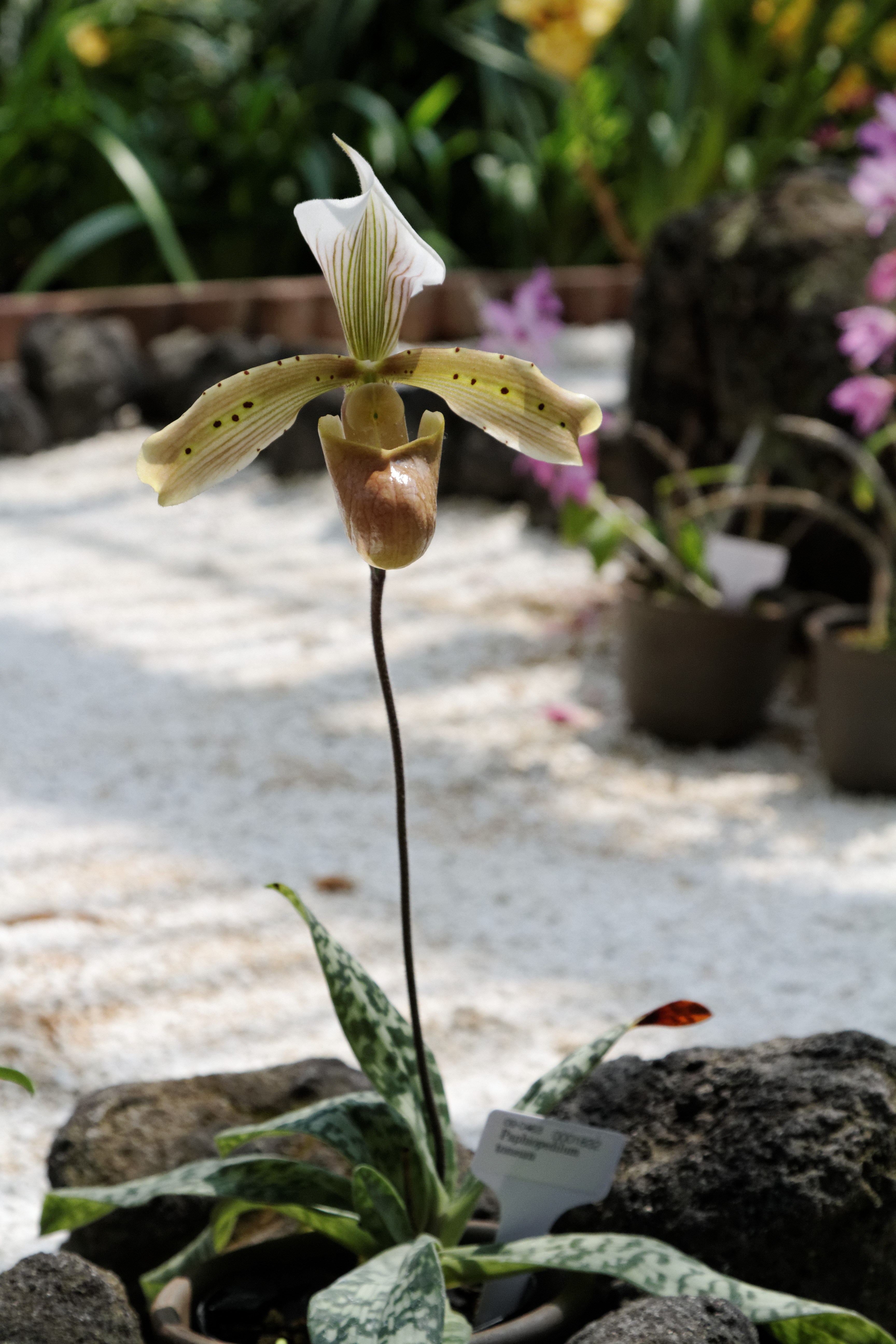
Paphiopedilum tonsum

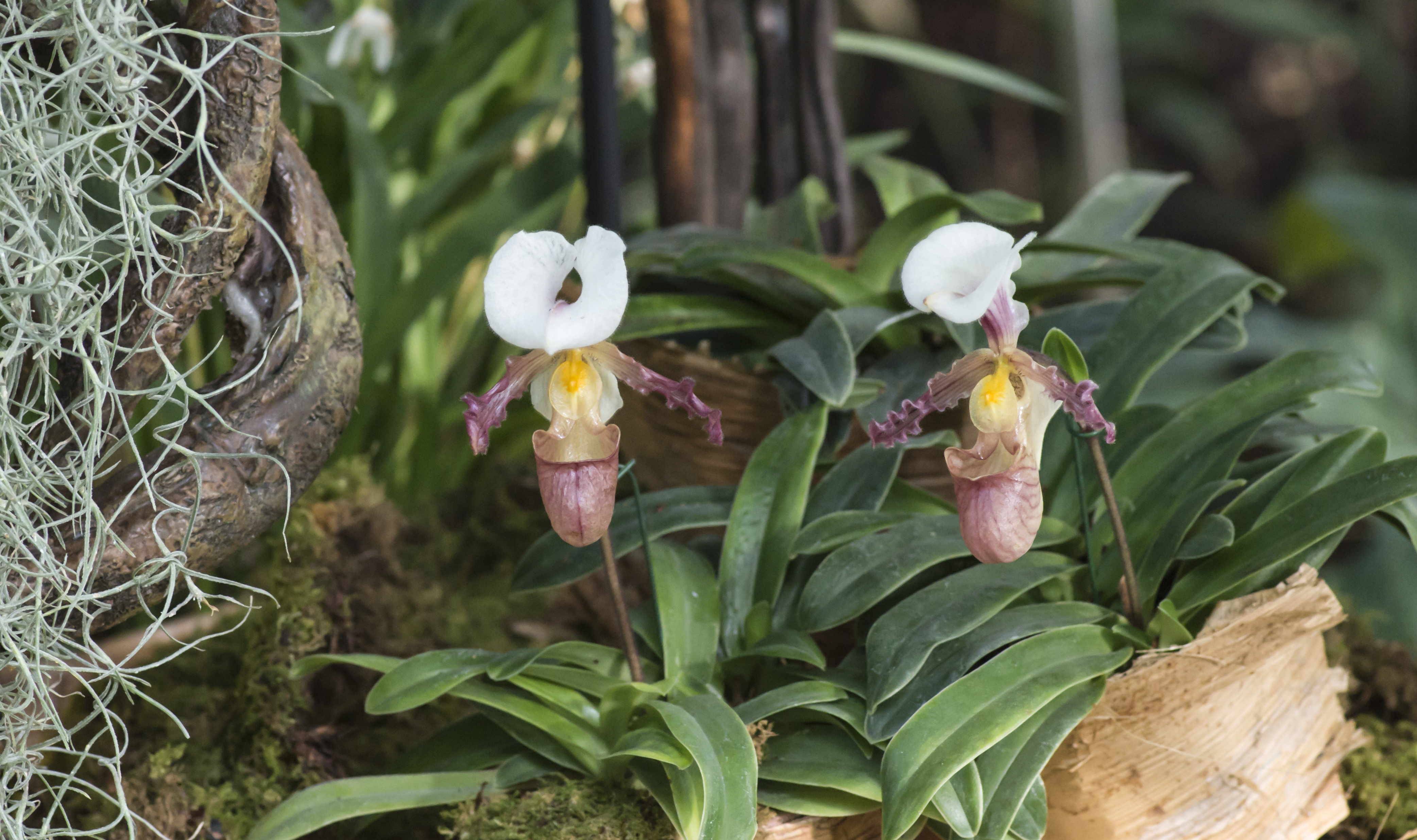
Paphiopedilum tranlienianum

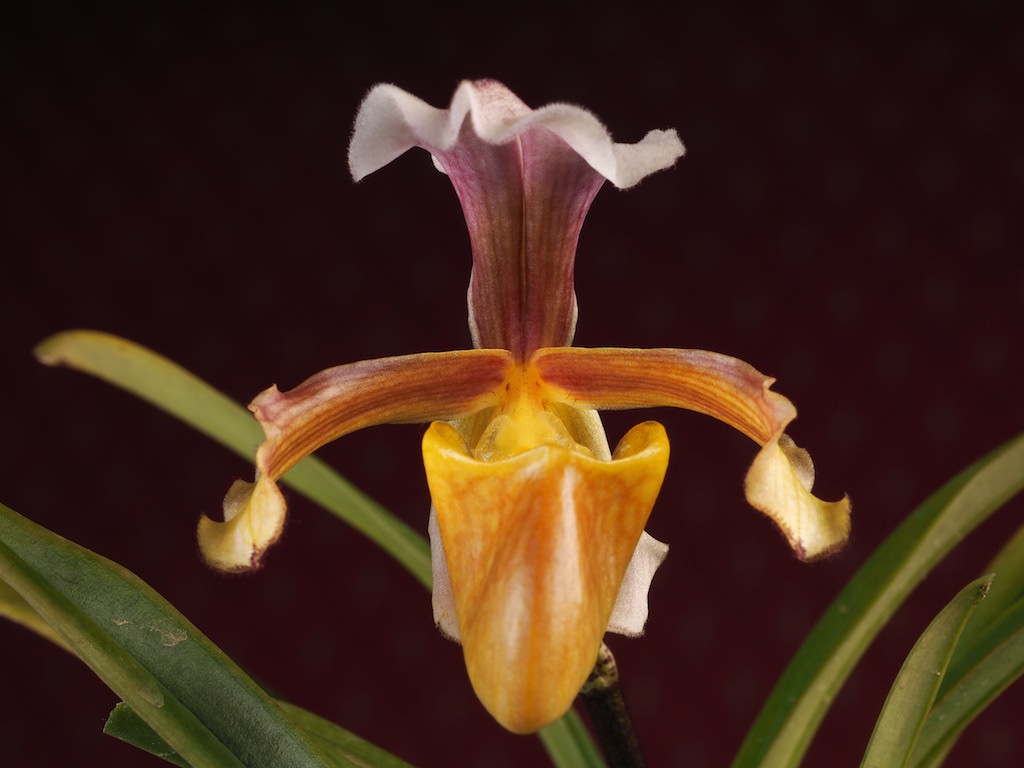
Paphiopedilum vejvarutianum

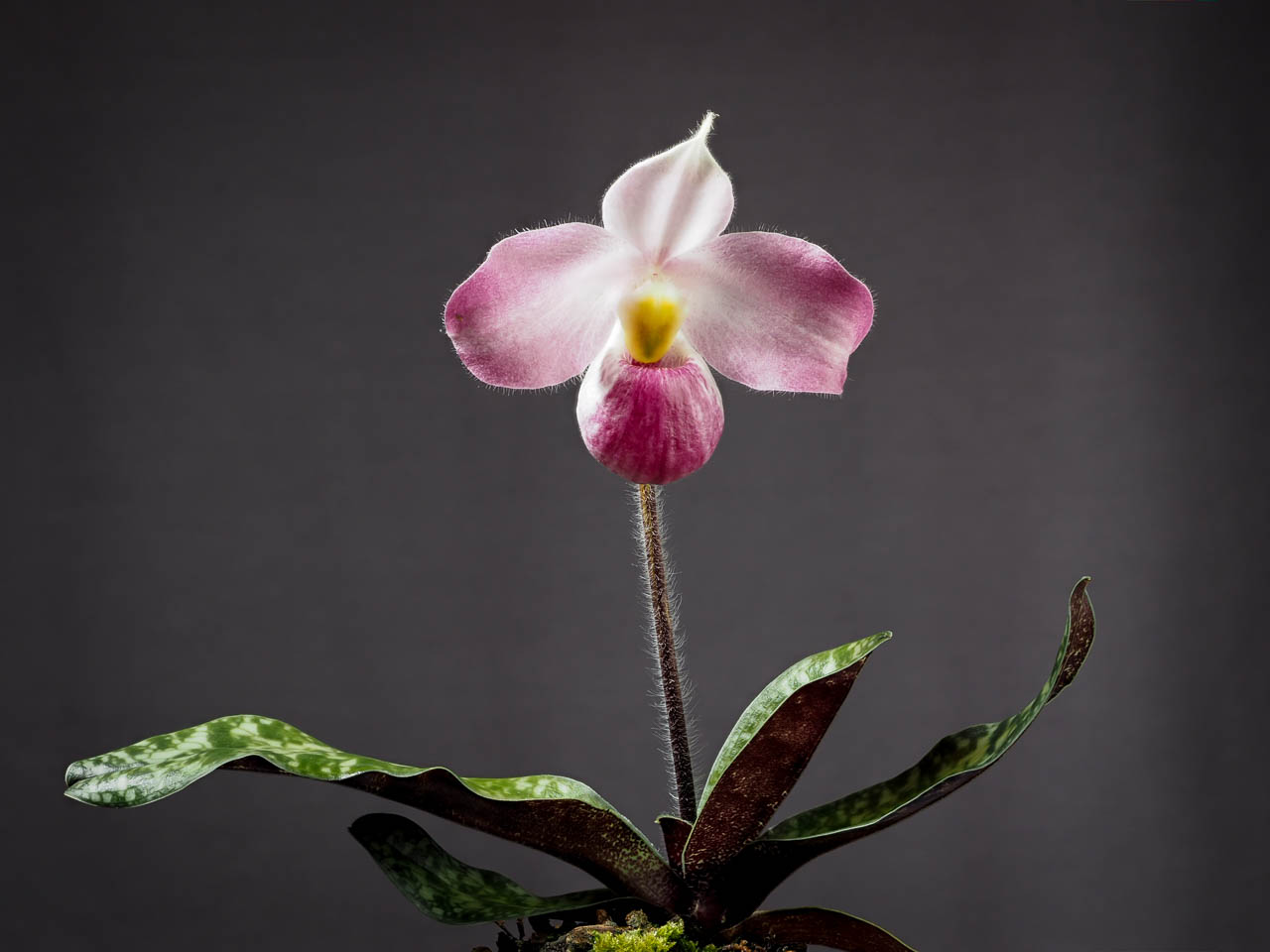
Paphiopedilum vietnamense

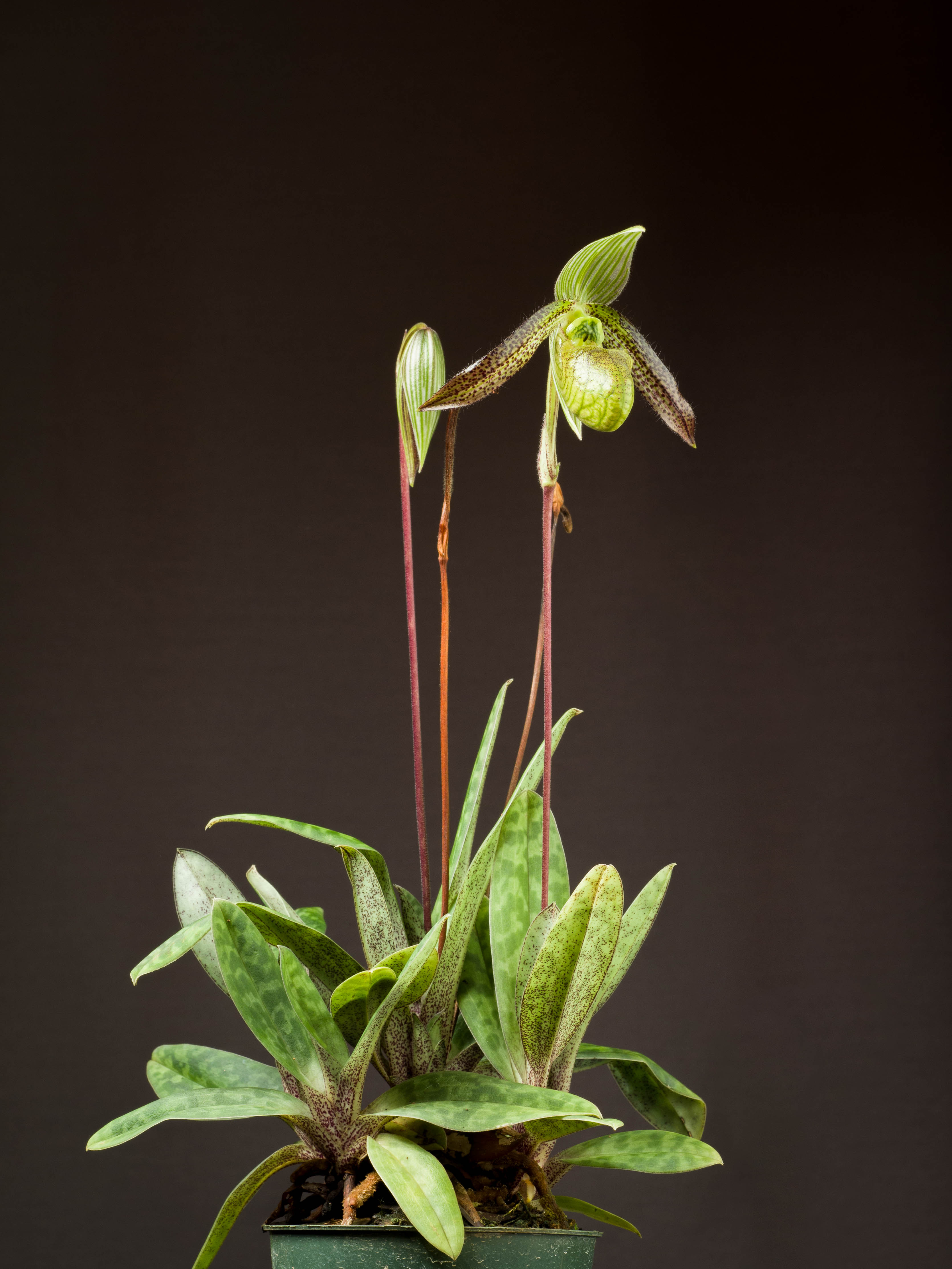
Paphiopedilum wardii

Die Gattung Paphiopedilum wurde 1886 durch Ernst Hugo Heinrich Pfitzer in Morphologische Studien über die Orchideenblüthe ... Seite 11 aufgestellt. Synonyme für Paphiopedilum Pfitzer nom. cons. sind: Cordula Raf., Stimegas Raf., Menephora Raf.

### Arten und ihre Verbreitung
Nach World Checklist of Selected Plant Families gibt es 109 Paphiopedilum-Arten (Stand 2020):
- Untergattung Brachypetalum
  - Paphiopedilum bellatulum (Rchb. f.) Stein: (China bis Indochina)[2]
  - Paphiopedilum concolor (Lindl. ex Bateman) Pfitzer: Die bis zu drei Varietäten sind von China bis Indochina verbreitet:[2]
    - Paphiopedilum concolor (Lindl. ex Bateman) Pfitzer var. concolor: (China bis Indochina)[2]
    - Paphiopedilum concolor var. longipetalum (Rolfe) Pfitzer: (Myanmar und Thailand)[2]
    - Paphiopedilum concolor var. trungkienii Aver., O.Gruss, C.X.Canh & N.H.Tuan: Die wurde 2017 im Rang Varietät aus Vietnam  erstbeschrieben.[2] Sie hat seit 2019 den Rang einer Art.

  - Paphiopedilum godefroyae (God.-Leb.) Stein: Die etwa zwei Varietäten kommen in Thailand vor:[2]
    - Paphiopedilum godefroyae var. ang-thong (Fowlie) Braem
    - Paphiopedilum godefroyae (God.-Leb.) Stein var. godefroyae

  - Paphiopedilum niveum (Rchb. f.) Stein (Syn.: Paphiopedilum ×pereirae (Ridl.) P.Taylor): (Thailand bis Malaysia und Borneo)[2]
  - Paphiopedilum leucochilum (Rolfe) Fowlie: (Thailand)[2]

- Untergattung Cochlopetalum (Hallier f.) K.Karas. & K.Saito
  - Paphiopedilum glaucophyllumJ.J.Sm.: Dieser Endemit kommt nur im östlichen Java vor[2]
  - Paphiopedilum liemianum (Fowlie) K.Karas. & K.Saito: (Nördliches Sumatra)[2]
  - Paphiopedilum moquetteanum (J.J.Sm.) Fowlie: (Südwestliches Java)[2]
  - Paphiopedilum primulinum M.W.Wood & P.Taylor: (Sumatra (Aceh))[2] Mit zwei Varietäten:
    - Paphiopedilum primulinum var. primulinum
    - Paphiopedilum primulinum var. purpurascens (M.W.Wood) P.J.Cribb

  - Paphiopedilum victoria-regina (Sander) M.W.Wood: (Westliches Sumatra)[2]

- Untergattung Polyantha
  - Paphiopedilum adductum Asher: Dieser Endemit kommt auf Mindanao nur in der Provinz Bukidnon vor.[2]
  - Paphiopedilum dianthum Tang & F.T.Wang,: (China bis Indochina)
  - Paphiopedilum gigantifolium Braem, M.L.Baker & C.O.Baker: (Sulawesi)[2]
  - Paphiopedilum glanduliferum (Blume) Stein (Syn.: Paphiopedilum praestans (Rchb.f.) Pfitzer): (Nordwestliches Neuguinea)[2]
  - Paphiopedilum haynaldianum (Rchb. f.) Stein: (Philippinen (Luzon, Negros))[2]
  - Paphiopedilum intaniae Cavestro: (Sulawesi)[2]
  - Paphiopedilum kolopakingii Fowlie: (Borneo (Kalimantan))[2]
  - Paphiopedilum lowii (Lindl.) Stein: (Westliches und zentrales Malesien)[2]
    - Paphiopedilum lowii var. lowii (Malesien)[2]
    - Paphiopedilum lowii var. lynniae (Garay) O.Gruss & Roeth: (Borneo)[2]

  - Paphiopedilum ooii Koop.: (Borneo)[2]
  - Paphiopedilum parishii (Rchb.f.) Stein: (Assam bis China)[2]
  - Paphiopedilum philippinense (Rchb. f.) Stein: (Philippinen bis Borneo)[2]. Mit zwei Varietäten:
    - Paphiopedilum philippinense var. philippinense (Philippinen bis Borneo)[2]
    - Paphiopedilum philippinense var. roebelenii (Rchb. f.) P.J.Cribb: (Luzon)[2]

  - Paphiopedilum platyphyllum T.Yukawa: (Borneo (Sarawak))[2]
  - Paphiopedilum randsii Fowlie: (Philippinen (Mindanao))[2]
  - Paphiopedilum rothschildianum (Rchb. f.) Stein: (Borneo (Sabah))[2]
  - Paphiopedilum sanderianum (Rchb. f.) Stein: (Borneo (Gunung Mulu))[2]
  - Paphiopedilum stonei (Hook.) Stein: (Südliches Sarawak)[2]
  - Paphiopedilum supardii Braem & Löb: (Borneo (Kalimantan))[2]
  - Paphiopedilum wilhelminae L.O.Williams: (Neuguinea)[2]

- Weitere Arten ohne Zuordnung zu einer Untergattung:  
  - Paphiopedilum acmodontum M.W.Wood: Dieser Endemit kommt nur auf der Insel Negros vor.[2]
  - Paphiopedilum affine De Wild.: Dieser Endemit kommt nur im nördlichen Vietnam vor.[2]
  - Paphiopedilum agusii Cavestro: Dieser 2017 erstbeschriebene Endemit kommt nur im zentralen Java vor.[2]
  - Paphiopedilum anitanum Cavestro: Sie wurde 2017 aus Sulawesi erstbeschrieben.[2]
  - Paphiopedilum appletonianum (Gower) Rolfe: Sie kommt im südwestlichen Guangxi und Indochina vor.[2]
  - Paphiopedilum areeanum O.Gruss: Sie kommt im südöstlichen Yunnan und nördlichen Myanmar vor.[2]
  - Paphiopedilum argus (Rchb.f.) Stein: Dieser Endemit kommt nur auf Luzon vor.[2]
  - Paphiopedilum armeniacum S.C.Chen & F.Y.Liu: Sie kommt im westlichen Yunnan und nördlichen Myanmar vor.[2]
  - Paphiopedilum ayubianum (O.Gruss & Roeth) Koop. & O.Gruss: Dieser Endemit kommt im nördlichen Sulawesi vor.[2]
  - Paphiopedilum barbatum (Lindl.) Pfitzer: Sie kommt von der Thailändischen Halbinsel bis zum nördlichen Sumatra vor.[2]
  - Paphiopedilum barbigerum Tang & F.T.Wang: Es gibt seit 2009 zwei Varietäten:[2]
    - Paphiopedilum barbigerum Tang & F.T.Wang var. barbigerum: Sie kommt in den chinesischen Provinzen südöstliches Yunnan, südliches Guizhou, nördlichen bis westliches Guangxi und im nördlichen Vietnam vor.[2]
    - Paphiopedilum barbigerum var. sulivongii Schuit. & P.Bonnet: Sie wurde 2009 aus Laos erstbeschrieben.[2]

  - Paphiopedilum braemii H.Mohr: Dieser Endemit kommt nur im westlichen Sumatra vor.[2]
  - Paphiopedilum bullenianum (Rchb. f.) Pfitzer: Mit den Varietäten:
    - Paphiopedilum bullenianum var. bullenianum (Malaysia, Borneo und Sumatra)[2]
    - Paphiopedilum bullenianum var. celebesense (Fowlie & Birk) P.J.Cribb:(Sulawesi bis Maluku)[2]

  - Paphiopedilum bungebelangi Metusala: (Sumatra)[2]
  - Paphiopedilum callosum (Rchb. f.) Stein: Es gibt vier Varietäten:
    - Paphiopedilum callosum var. callosum (Indochina)[2]
    - Paphiopedilum callosum var. potentianum (O.Gruss & Roeth) P.J.Cribb:(Thailand und Vietnam)[2]
    - Paphiopedilum callosum var. sublaeve (Rchb. f.) P.J.Cribb:(Thailand bis Malaysia)[2]
    - Paphiopedilum callosum var. warnerianum (T.Moore) Aver.:(Vietnam)[2]

  - Paphiopedilum canhii Aver. & O.Gruss:(Yunnan bis Vietnam)[2]
  - Paphiopedilum charlesworthii (Rolfe) Pfitzer: (Assam bis China)[2]
  - Paphiopedilum ciliolare (Rchb. f.) Stein: (Philippinen)[2]
  - Paphiopedilum coccineum Perner & R.Herrm.: (Vietnam)[2]
  - Paphiopedilum cornuatum Z.J.Liu, O.Gruss & L.J.Chen: (Yunnan)[2]
  - Paphiopedilum dayanum (Lindl.) Stein: (Borneo)[2]
  - Paphiopedilum delenatii Guillaumin: (China bis Vietnam)[2]
  - Paphiopedilum dodyanum Cavestro: (Nördliches Sumatra)[2]
  - Paphiopedilum druryi (Bedd.) Stein: (Südliches Indien)[2]
  - Paphiopedilum emersonii Koop. & P.J.Cribb: (China bis nördliches Vietnam)[2]
  - Paphiopedilum erythroanthum Z.J.Liu, X.Y.Liao & S.R.Lan: Sie wurde 2019 aus Yunnan erstbeschrieben.[2]
  - Paphiopedilum exul (Ridl.) Rolfe: (Thailand)[2]
  - Paphiopedilum fairrieanum (Lindl.) Stein: (Östlicher Himalaya bis Assam)[2]
  - Paphiopedilum fowliei Birk: Dieser Endemit kommt nur auf Palawan vor.[2]
  - Paphiopedilum gratrixianum Rolfe: (Südliches China bis Laos und Vietnam). Mit fünf Varietäten:[2]
    - Paphiopedilum gratrixianum var. christensonianum Perner & Koopowitz: (Kambodscha, Laos, Vietnam)[2]
    - Paphiopedilum gratrixianum var. daoense Aver.: (Yunnan bis Vietnam)[2]
    - Paphiopedilum gratrixianum var. gratrixianum: (Indochina)[2]
    - Paphiopedilum gratrixianum var. guangdongense (Z.J.Liu & L.J.Chen) Perner (Syn.: Paphiopedilum guangdongense Z.J.Liu & L.J.Chen) (Guangdong)[2]
    - Paphiopedilum gratrixianum var. sulivongii (Schuit. & P.Bonnet) Aver.: (Laos und Thailand)[2]

  - Paphiopedilum hangianum Perner & O.Gruss,: (Yunnan bis nördliches Vietnam)[2]
  - Paphiopedilum helenae Aver.: (Guangxi und nördliches Vietnam)[2]
  - Paphiopedilum hennisianum (M.W.Wood) Fowlie: (Philippinen)[2]
  - Paphiopedilum henryanum Braem: (China bis Vietnam)[2]
  - Paphiopedilum herrmannii F.Fuchs & H.Reisinger: (Nördliches Vietnam)[2]
  - Paphiopedilum hirsutissimum (Lindl. ex Hook.) Stein: (Assam bis China)[2]
  - Paphiopedilum hookerae (Rchb. f.) Stein: Es gibt zwei Varietäten:[2]
    - Paphiopedilum hookerae (Rchb. f.) Stein var. hookerae: Sie kommt auf Borneo in Sarawak sowie Kalimantan vor.[2]
    - Paphiopedilum hookerae var. volonteanum (Sander ex Rolfe) Braem: Dieser Endemit kommt nur in Sabah vor.[2]

  - Paphiopedilum inamorii P.J.Cribb & A.L.Lamb: Dieser Endemit kommt nur in Sabah vor.[2]
  - Paphiopedilum insigne (Wall. ex Lindl.) Pfitzer: (Assam (Meghalaya) bis Yunnan)[2]
  - Paphiopedilum jackii H.S.Hua: (China bis Nordvietnam)[2]
  - Paphiopedilum javanicum (Reinw. ex Lindl.) Pfitzer: (Sumatra bis Kleine Sunda-Inseln)[2]
  - Paphiopedilum lawrenceanum (Rchb. f.) Pfitzer: (Borneo (Sarawak, Sabah))[2]
  - Paphiopedilum lunatum Metusala: (Sumatra)[2]
  - Paphiopedilum malipoense S.C.Chen & Z.H.Tsi: Es gibt zwei Varietäten:
    - Paphiopedilum malipoense var. angustatum (Z.J.Liu & S.C.Chen) Z.J.Liu & S.C.Chen: Sie kommt nur im südöstlichen Yunnan vor.[2]
    - Paphiopedilum malipoense S.C.Chen & Z.H.Tsi var. malipoense: (China bis Vietnam)[2]

  - Paphiopedilum mastersianum (Rchb. f.) Stein: (Kleine Sunda-Inseln bis Maluku)[2]
    - Paphiopedilum mastersianum (Rchb. f.) Stein var. mastersianum (Molukken (Ambon, Buru))[2]
    - Paphiopedilum mastersianum var. mohrianum (Braem) Koop.: Dieser Endemit kommt nur auf der Insel Flores vor, die zu den Kleinen Sunda-Inseln gehört.[2]

  - Paphiopedilum micranthum Tang & F.T.Wang: (China bis Vietnam)[2]
  - Paphiopedilum myanmaricum Koop., Iamwir. & S.Laohap.: (Myanmar)[2]
  - Paphiopedilum nataschae Braem: (Sulawesi)[2]
  - Paphiopedilum notatisepalum Z.J.Liu, Meina Wang & S.R.Lan: (Yunnan)[2]
  - Paphiopedilum papilio-laoticus Schuit., Luang Aphay & Iio: (Laos)[2]
  - Paphiopedilum papuanum (Ridl.) L.O.Williams: (Neuguinea)[2]
  - Paphiopedilum parnatanum Cavestro: (Philippinen)[2]
  - Paphiopedilum purpuratum  (Lindl.) Stein: (Südliches China bis nördliches Vietnam)[2]
  - Paphiopedilum qingyongii Z.J.Liu & L.J.Chen: (Südöstliches Tibet)[2]
  - Paphiopedilum richardianum Asher & Beaman: (Sulawesi)[2]
  - Paphiopedilum robinsonianum Cavestro: (Sulawesi)[2]
  - Paphiopedilum rohmanii Cavestro & O.Gruss: (Sumatra)[2]
  - Paphiopedilum rungsuriyanum O.Gruss, Rungruang, Chaisur. & Dionisio: (Laos)[2]
  - Paphiopedilum sangii Braem: (Nördliches Sulawesi)[2]
  - Paphiopedilum schoseri Braem & H.Mohr: (Sulawesi bis Maluku)[2]
  - Paphiopedilum spicerianum (Rchb.f.) Pfitzer: (Bhutan bis Yunnan)[2]
  - Paphiopedilum stenolomum Z.J.Liu, O.Gruss & L.J.Chen,: (Yunnan)[2]
  - Paphiopedilum sugiyamanum Cavestro: (Borneo (Sabah))[2]
  - Paphiopedilum sukhakulii Schoser & Senghas: (Nordöstliches Thailand)[2]
  - Paphiopedilum superbiens (Rchb. f.) Stein: (Nördliches und westliches Sumatra)[2]
  - Paphiopedilum thaianum Iamwir.: (Thailand)[2]
  - Paphiopedilum tigrinum Koop. & N.Haseg.: (Myanmar und Yunnan)[2]
  - Paphiopedilum tonsum (Rchb. f.) Stein: (Nördliches und westliches Sumatra)[2]
  - Paphiopedilum tranlienianum O.Gruss & Perner: (Südöstliches Yunnan und Vietnam)[2]
  - Paphiopedilum urbanianum Fowlie: (Philippinen (Mindoro))[2]
  - Paphiopedilum vejvarutianum O.Gruss & Roellke: (Thailand bis Vietnam)[2]
  - Paphiopedilum venustum (Wall. ex Sims) Pfitzer,: (Nepal bis Bangladesch und südliches Tibet)[2]
  - Paphiopedilum victoria-mariae (Sander ex Rolfe) Rolfe: (Westliches Sumatra)[2]
  - Paphiopedilum vietnamense O.Gruss & Perner: (Nördliches Vietnam)[2]
  - Paphiopedilum villosum (Lindl.) Stein: Es gibt vier Varietäten:[2]
    - Paphiopedilum villosum var. annamense Rolfe: (China bis Indo-China)[2]
    - Paphiopedilum villosum var. boxallii (Rchb. f.) Pfitzer : (Yunnan, Myanmar und Vietnam)[2]
    - Paphiopedilum villosum var. densissimum (Z.J.Liu & S.C.Chen) Z.J.Liu & S.C.Chen: (Westliches Yunnan)[2]
    - Paphiopedilum villosum var. laichaunum N.S.Hai & N.H.Tuan: (Vietnam)[2]
    - Paphiopedilum villosum var. villosum: (Assam bis Yunnan und Indochina)[2]

  - Paphiopedilum viniferum Koop. & N.Haseg.: Sie wurde 2000 aus Myanmar erstbeschrieben.[2]
  - Paphiopedilum violascens Schltr.: (Neuguinea bis Salomonen)[2] Mit drei Varietäten:
    - Paphiopedilum violascens var. bougainvilleanum (Fowlie) Koop. (Syn.: Paphiopedilum bougainvilleanum Fowlie): (Nördliche Salomonen)[2]
    - Paphiopedilum violascens var. saskianum (O.Gruss & Roeth) Koop. (Syn.: Paphiopedilum bougainvilleanum var. saskianum O.Gruss & Roeth): (Südliche Salomonen)[2]
    - Paphiopedilum violascens var. violascens: (Neuguinea bis Bismarck-Archipel)[2]

  - Paphiopedilum wardii Summerh.: (Yunnan bis Myanmar)[2]
  - Paphiopedilum wenshanense Z.J.Liu & J.Yong Zhang: (Südöstliches Yunnan)[2]
  - Paphiopedilum wentworthianum Schoser & Fowlie: Dieser Endemit kommt nur auf den Salomonen vor.[2]
  - Paphiopedilum xichouense Z.J.Liu & S.C.Chen: (Yunnan)[2]
  - Paphiopedilum zulhermanianum Cavestro: Westliches Sumatra[2].

### Naturhybriden
Die Auflistung der Naturhybriden basiert auf der World Check List of selected Plant Families:
- Paphiopedilum ×aspersum Aver. (Paphiopedilum barbigerum var. lockianum × Paphiopedilum henryanum) (Vietnam)
- Paphiopedilum ×burbidgei (Rchb.f.) Pfitzer, (Paphiopedilum dayanum × Paphiopedilum javanicum var. virens) (Borneo)
- Paphiopedilum ×cribbii Aver. (Paphiopedilum appletonianum × Paphiopedilum villosum) (Vietnam)
- Paphiopedilum ×cribbii nothovar. yunnanicum (Z.J.Liu & S.C.Chen) J.M.H.Shaw ex Govaerts (Paphiopedilum appletonianum × Paphiopedilum villosum var. densissimum) (China)
- Paphiopedilum ×crossianum (Rchb.f.) Stein (Syn.: Paphiopedilum ×venustoinsigne Pradhan) (Paphiopedilum insigne × Paphiopedilum venustum) (Assam)
- Paphiopedilum ×dalatense Aver. (Paphiopedilum callosum × Paphiopedilum villosum var. annamense) (Vietnam)
- Paphiopedilum ×dixlerianum Braem & Chiron (Paphiopedilum callosum × Paphiopedilum wardii) (Myanmar)
- Paphiopedilum ×expansum J.T.Atwood (Paphiopedilum hennisianum × Paphiopedilum philippinense) (Philippinen)
- Paphiopedilum ×fanaticum Koop. & N.Haseg. (Paphiopedilum malipoense × Paphiopedilum micranthum) (China)
- Paphiopedilum ×frankeanum Rolfe (Paphiopedilum superbiens × Paphiopedilum tonsum) (Sumatra)
- Paphiopedilum ×glanzii O.Gruss & Perner (Paphiopedilum emersonii × Paphiopedilum micranthum) (China)
- Paphiopedilum ×grussianum H.S.Hua (Paphiopedilum dianthum × Paphiopedilum hirsutissimum var. esquirolei) (China)
- Paphiopedilum ×huangrongshuanum Petchl. & O.Gruss (Paphiopedilum dianthum × Paphiopedilum gratrixianum) (China)
- Paphiopedilum ×kimballianum (Rchb.f.) Rolfe (Paphiopedilum dayanum × Paphiopedilum rothschildianum) (Borneo (Kinabalu))
- Paphiopedilum ×littleanum (Anon.) Rolfe (Paphiopedilum dayanum × Paphiopedilum lawrenceanum) (Borneo)
- Paphiopedilum ×mattesii Pittenauer ex Roeth & O.Gruss (Paphiopedilum barbatum × Paphiopedilum bullenianum) (Malaysia)
- Paphiopedilum ×petchleungianum O.Gruss (Paphiopedilum dianthum × Paphiopedilum villosum) (China)
- Paphiopedilum ×polystigmaticum (Rchb.f.) Stein (Syn.: Paphiopedilum ×spicerovenustum Pradhan) (Paphiopedilum spicerianum × Paphiopedilum venustum) (Assam)
- Paphiopedilum ×powellii Christenson (Paphiopedilum callosum × Paphiopedilum exul) (Thailand)
- Paphiopedilum ×pradhanii Pradhan (Paphiopedilum fairrieanum × Paphiopedilum venustum) (östl. Himalaya)
- Paphiopedilum ×shipwayae Rolfe (Paphiopedilum dayanum × Paphiopedilum hookerae). (Borneo)
- Paphiopedilum ×siamense (Rolfe) Rolfe (Paphiopedilum appletonianum × Paphiopedilum callosum) (Thailand)
- Paphiopedilum ×vietenryanum O.Gruss & Petchl. (Paphiopedilum gratrixianum × Paphiopedilum henryanum) (China (Yunnan))
- Paphiopedilum ×yingjiangense Z.J.Liu & S.C.Chen (Paphiopedilum spicerianum × Paphiopedilum wardii): Sie kommt in Yunnan vor.

## Weiterführende Literatur
- Olaf Gruss, Leonid Averyanov, Harold Koopowitz, Nguyen Hoang Tuan, Chu Xuan: Paphiopedilum trungkienii, eine neue Art aus Vietnam. S. 60–65. In: Die Orchidee, Volume 5, Nummer 08, 26. Mai 2019.

- Karte mit allen verlinkten Seiten:
- OSM |
- WikiMap